# 九州七星號列車

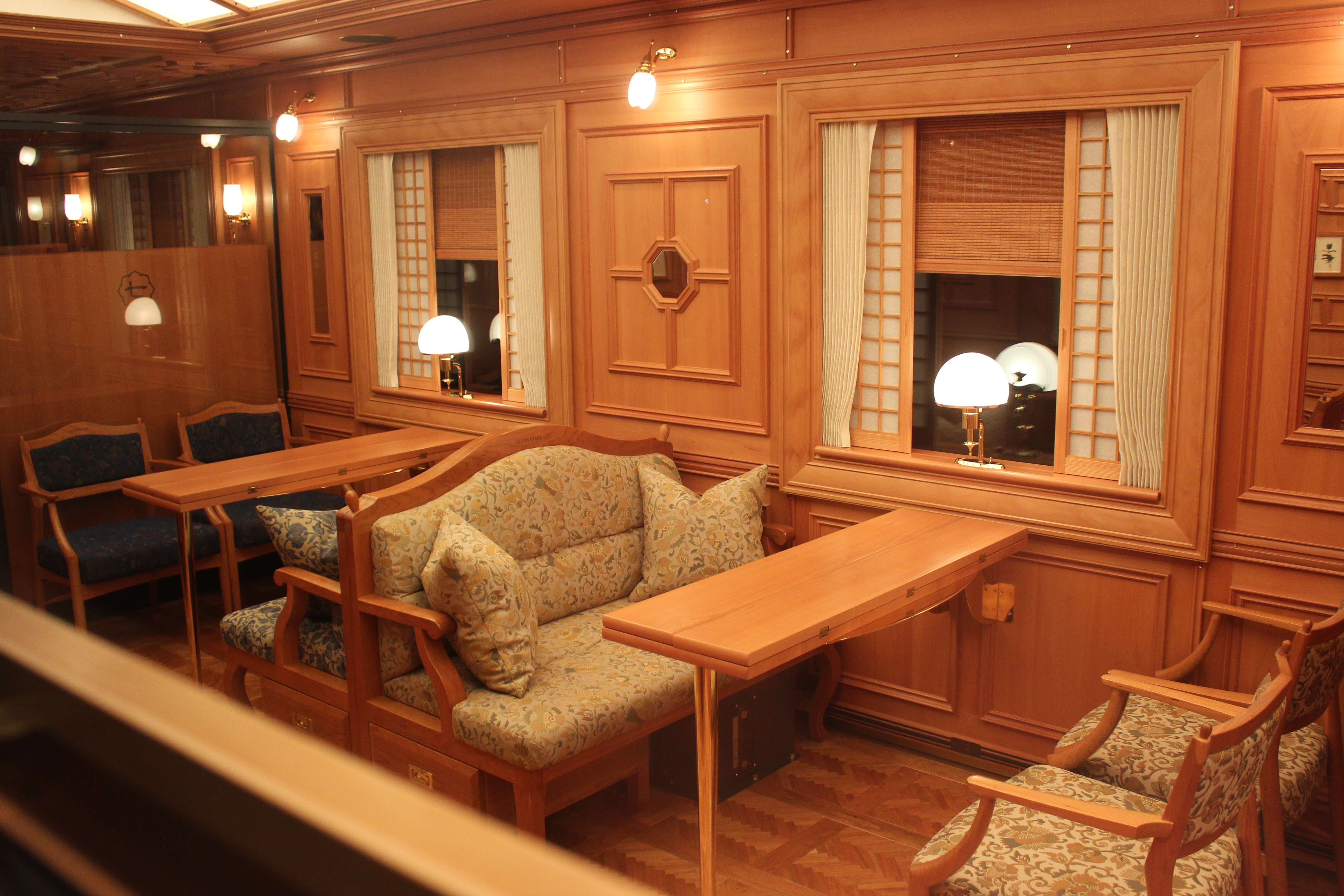

九州七星號列車（日语：ななつ星in九州），是九州旅客鐵道（JR九州）所推出的臥鋪列車，環繞九州島行駛，於2013年10月15日起開行。與日本其他已停駛及行駛中的臥鋪列車不同的是，本列車是針對日本國內及亞洲的金字塔頂級客層為對象，以套裝旅遊行程銷售，並不單賣車票。

## 概要
本列車的構想來自於JR九州的設計顧問水戶岡銳治。2011年1月，JR九州首次公開此列車，當時暫名為「Cruise train」（クルーズトレイン），同年的5月正式定名為「九州七星號」。
「九州七星號」的命名來自於：
- 九州的七個縣份——大分縣、宮崎縣、福岡縣、佐賀縣、長崎縣、熊本縣、鹿兒島縣[7]。
- 九州的七個主要觀光素材——自然、食、溫泉、歷史文化、能量景點（パワースポット）、人情、列車[7]。
- 本列車由七節車廂所組成。

本列車由於是JR九州獨家的套裝旅遊行程，因此僅在JR九州博多車站的專用窗口以及合作的旅行社販售，JR的一般綠色窗口並沒有受理。為襯托出本列車的頂級感，參加本行程者的年齡限中學生以上，並不接受兒童及嬰幼兒同行。在餐車及客廳車等共用空間活動時需符合著裝守則，以休閒化但又體面的Smart casual穿著，不接受穿著牛仔褲及涼鞋、拖鞋。且全車禁煙，包廂內不設置電視。全車載客人數為28-30人。

## 行駛區間
JR九州在2013年10月至2014年3月的秋冬兩季，推出下列兩種旅遊行程：

### 四天三夜行程
- 第一天：博多站－（經小倉站）－門司港站－－阿蘇站－（經別府站、大分站、豐後竹田站），在車上過夜）
- 第二天：（車上過夜）－阿蘇站－由布院站－（經豐後竹田站、大分站）（以巴士從車站接駁至旅館住宿）
- 第三天：（旅館住宿，以巴士接駁至別府站）－鹿兒島中央站－（經南宮崎站、鹿兒島站，在車上過夜）
- 第四天：（車上過夜）－鹿兒島中央站－（經吉松站、大畑站、人吉站、八代站 ）－博多站

單人的旅費為38萬至95萬日元。

### 兩天一夜行程
- 第一天：博多車站－（經鳥栖站、有田站、佐世保站、諫早站）－長崎站－（車上過夜）
- 第二天：（車上過夜）長崎站－（經諫早站、鳥栖站、豐後森站）－由布院站－博多站

單人的旅費為15萬至40萬日元。

## 使用車輛

### 機車
本列車使用JR貨物DF200型柴油機車作為牽引機車，但並非使用JR貨物現有的機車，而是由川崎新造7000番台，外觀有所修改，全車為深鬃色塗裝，鑲以金色的「Seven stars in Kyushu」字樣及標誌，車前方中間鑲有類似汽車水箱罩的裝飾。

### 車廂
本列車的車廂有七節，是以817系電聯車的車體為基礎，搭配787系電聯車的轉向架所新造的77系車廂，以鋁合金打造。其中1至3號車廂由JR九州的小倉綜合車輛中心承製；4至7號車廂由日立製作所承製。車廂內外設計由水戶岡銳治負責。全車共有14間包廂，共可搭乘28名旅客。7節車廂製造費共達30億日元。

### 巴士

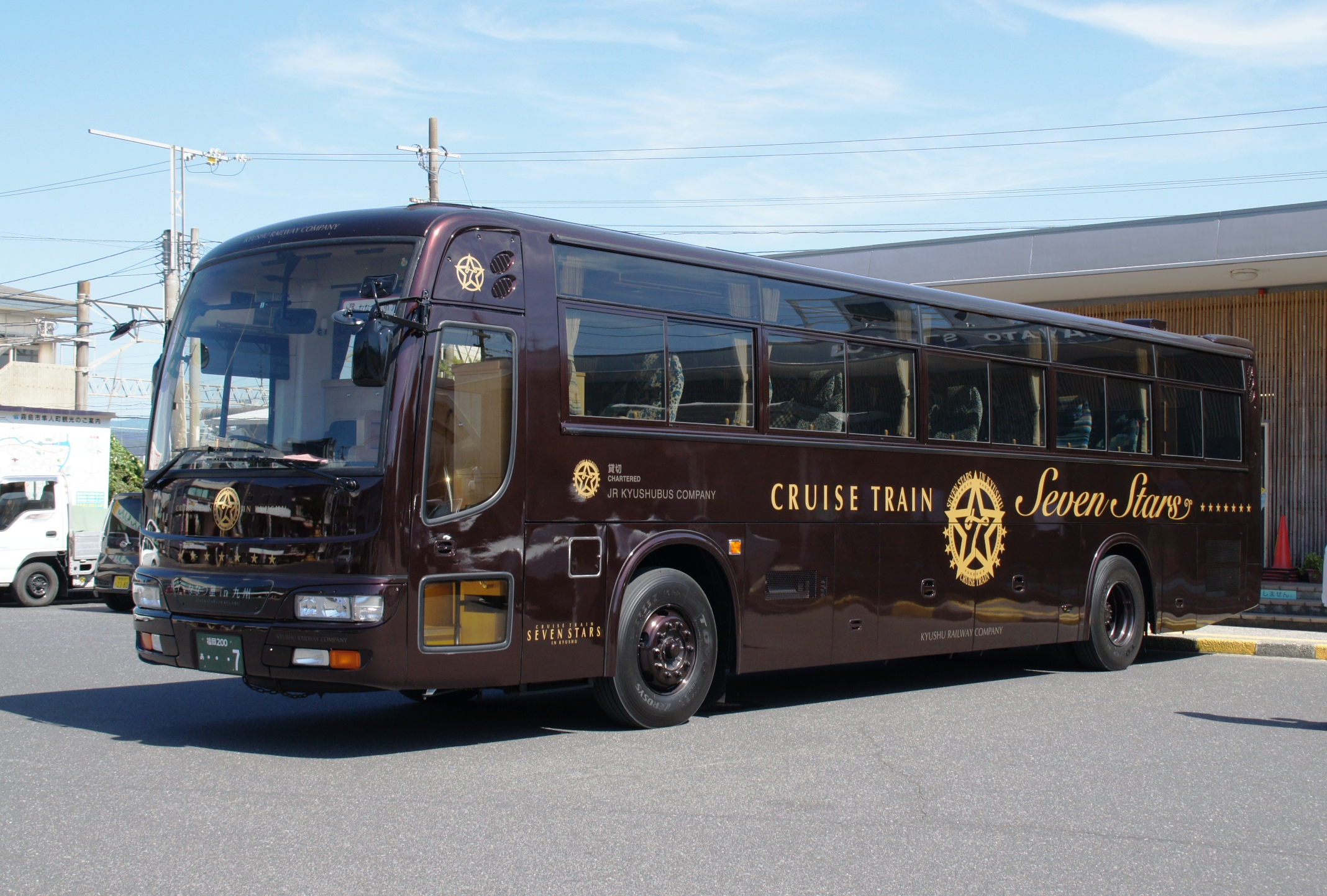
九州七星號專用巴士

旅遊行程所用的巴士亦由水戶岡銳治設計，以JR九州巴士現有的車輛挑選改造為專用巴士。

## 外部連結
- －九州旅客鐵道（JR九州）（日語）（英文）
  - 周遊列車「九州七星」（繁體中文）
  - 游览列车“九州七星”（简体中文）